# 阿列克斯·喬克
阿列克斯·喬克，KC（1976年8月8日—），英國保守黨籍政治人物，曾在2015年至2024年間擔任車特咸選區下議院議員。他曾就讀於牛津大學莫德林學院和倫敦城市大學。2021年9月16日至2022年7月5日出任英格蘭及威爾斯副檢察長。2023年4月21日至2024年7月5日間出任英國大法官，兼任司法大臣。